# ミニマル・アート
ミニマル・アート（Minimal Art）は、視覚芸術におけるミニマリズム（Minimalism）であり、装飾的・説明的な部分をできるだけ削ぎ落とし、シンプルな形と色を使用して表現する彫刻や絵画で、1960年代を通じておもにアメリカ合衆国で展開した。先行するコラージュを駆使した抽象表現主義を批判的に継承しつつ、抽象美術の純粋性を徹底的に突き詰めた。

## 特徴

### 先駆者
ブランクーシの彫刻、とくに『無限柱』は、カール・アンドレに大きな影響を与えた。ロシア構成主義（ロトチェンコなど）の作品にもミニマリズムのルーツが見い出せる。ネオ・ダダイズムのアーティストであるジャスパー・ジョーンズは星条旗の絵画で、フランク・ステラに反復するストライプのヒントを与えた。
工業製品や近代建築のデザインからの影響も見逃すことができない。

### 彫刻
ミニマル彫刻の特徴は、作品が展示される場（ギャラリーや美術館の展示空間）の固有な特性（広さ、高さ、採光など）と何らかの調和を図ることが、従来の彫刻作品よりも常に考慮されている。場と作品とを一つの総体として展示する、場の固有性（サイトスペシフィック）を考慮する意識は、後にさかんに行われるようになった、インスタレーションの考え方につながっている。
形態面では、単純な幾何学的形態のユニットを反復する構造をもつものが多い。カール・アンドレは、素材の溶接、接着などを行わず、床面に金属プレートや煉瓦を敷いたり、枕木を積み木のように積み上げる形態を採用する。ブロンズのような従来の伝統的な素材を用いず、鉄鋼板、枕木、煉瓦などの工業的な規格のある素材をそのまま使ったり、あるいはスプレー塗装のように手仕事性を消し去った表面処理に特徴がある。
画家であったドナルド・ジャッドは、着色された金属、ステンレス素材などを用いて色彩のある立体作品を手がけたが、自らの作品をスペシフィック・オブジェクトと呼び、彫刻よりは絵画に近いアート作品だと主張した。また手仕事性を消すために、設計図を描いて後は金属加工工場に発注するような制作方法もとった。

### 絵画
フランク・ステラは、ヨーロッパ型の伝統的な絵画における均衡や構図（コンポジション）の概念を否定し、単純なストライプの反復と、そのパターンが全体の形を決定するシェイプド・キャンバス（変形キャンバス）を考案した。